# Räddningsförbundet Östra Norrbotten
Räddningsförbundet Östra Norrbotten var ett kommunalförbund för räddningstjänst mellan ett antal kommuner i Norrbottens län.
År 2010 återtog kommunerna Övertorneå, Kalix och Haparanda ansvaret för räddningstjänst. Räddningsförbundet Östra Norrbotten upplöstes (senast) 2015.